# (23467) 1990 QS3
1990 كيو أس 3 (ويعرف أيضًا باسم (23467) 1990 كيو أس 3 وفق تسمية الكوكب الصغير) (بالإنجليزية: 1990 QS3)‏ هو كويكب ضمن حزام الكويكبات؛ وترتيبه 23467 من حيث الاكتشاف.
اكتُشف هذا الجُرم الفلكي بواسطة اليانور إف. هيلين في 20 أغسطس 1990.

## وصلات خارجية
- (23467) 1990 QS3 في قاعدة بيانات مختبر الدفع النفاث لأجرام النظام الشمسي الصغيرة

- الاكتشاف · مخطط المدار ·  العناصر المدارية · المعلمات المادية

- (23467) 1990 QS3 على موقع ويكي سكاي: DSS2, SDSS, GALEX, IRAS, Hydrogen α, X-Ray, Astrophoto, Sky Map, Articles and images